# Émetteur TV de Nordheim-Strasbourg

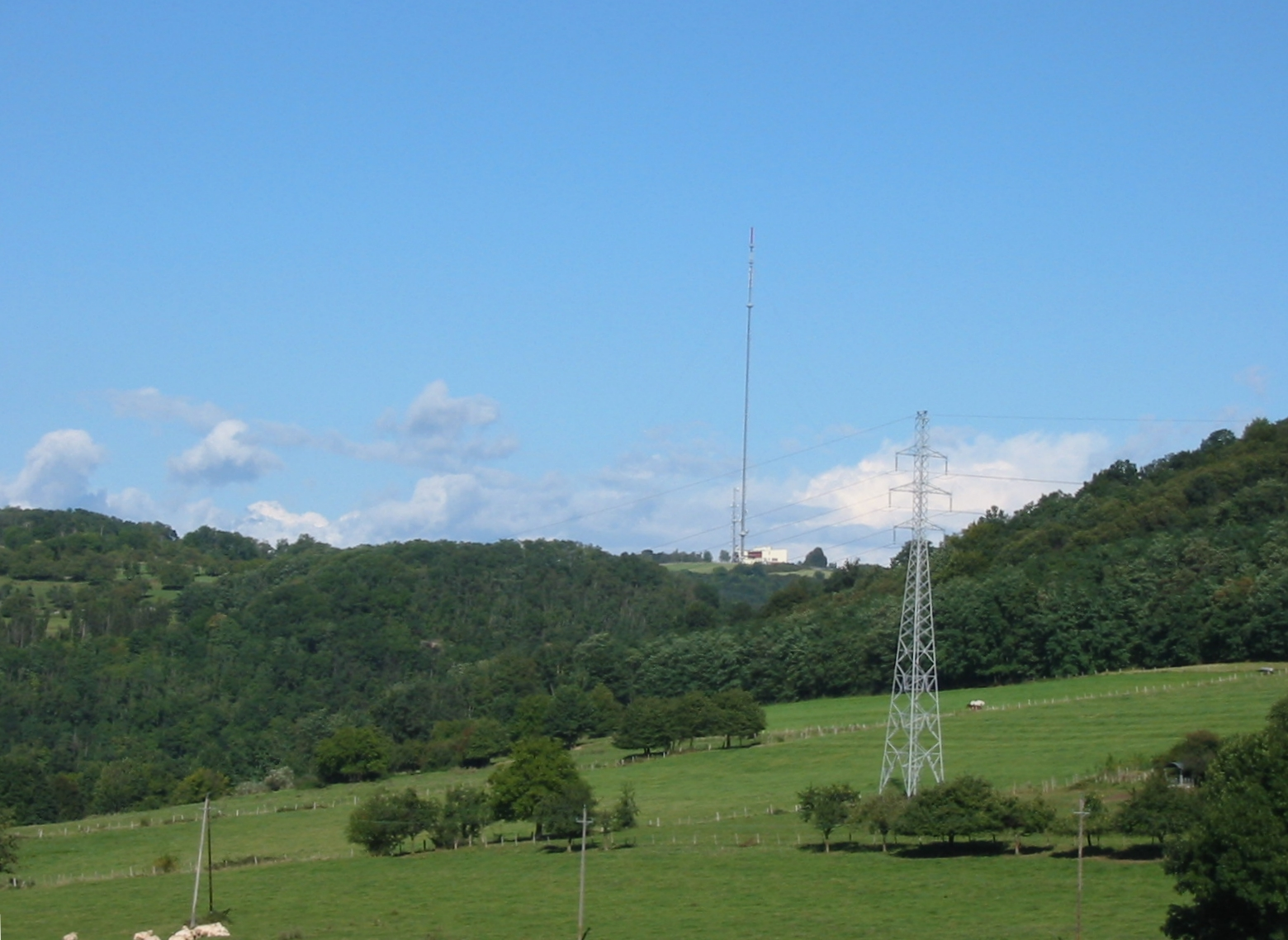
Vue de l'émetteur

L'émetteur TV de Nordheim-Strasbourg, dit de Strasbourg, est situé à Nordheim, sur la colline du Stephansberg, à 21 km au Nord Ouest de Strasbourg.
Avant la construction de l'émetteur de Nordheim, le premier site de diffusion de la Radiodiffusion-télévision française était situé à la Maison de la Radio, place de Bordeaux dans Strasbourg. Il diffuse alors RTF Télévision en noir et blanc (819 lignes). Ce fut le troisième site en France après Paris et Lille. L'émetteur était destiné à diffuser le programme, qui était acheminé depuis Paris par le réseau hertzien, dans un rayon de 40 km autour de Strasbourg.
Le pylône, faisant 275 mètres de hauteur, est la plus haute construction en Alsace.

## Historique
Le 22 octobre 1965, l'antenne est inaugurée par Alain Peyrefitte, alors ministre de l'Information.
Durant l'année 1979, le pylône originel qui mesurait 130 mètres est remplacé par un nouveau, mesurant à présent 270 mètres, améliorant ainsi la diffusion. Au début des années 1990, l'émetteur voit arriver Canal+ et les radios France Info et France Bleu Alsace.
En 2010, le pylône grandit à nouveau de 5 mètres, avec l'arrivée de la télévision numérique terrestre.
Centre de télédiffusion régionale, situé sur les plissements vosgiens, gérée par Télédiffusion de France (TDF), destinée à l'émission des services audio et télévisuels pour le Nord et une partie du Centre-Alsace, principalement le département du Bas-Rhin. Ce site diffuse depuis octobre 2010 les émissions de télévision en numérique (TNT).[réf. nécessaire]

## Télévision

### Situation du 30/10/2007 au 2/02/2010[2]

#### Diffusion analogique
| Chaîne          | Canal | Puissance (PAR) |
| --------------- | ----- | --------------- |
| TF1             | 62H   | 233 kW          |
| France 2        | 56H   | 233 kW          |
| France 3 Alsace | 43H   | 542 kW          |
| Canal+          | 10V   | 20 kW           |

Les strasbourgeois pouvaient recevoir France 5 (de 3 h à 19 h), Arte (de 19 h à 3 h) et M6 grâce à l'émetteur du Port du Rhin (500 W de PAR ; France 5 / Arte : canal 46, M6 : canal 35 ; polarisation verticale).

#### Diffusion numérique
Type point haut. Altitude de rayonnement UHF : 639 m.
Date de mise en service le 30 octobre 2007.
Les 5 multiplex étaient organisés comme suit :
| Multiplex | Canal | Puissance (PAR) |
| --------- | ----- | --------------- |
| R1        | 48H   | 10 kW           |
| R2        | 47H   | 10 kW           |
| R3        | 61H   | 10 kW           |
| R4        | 22H   | 10 kW           |
| R6        | 51H   | 10 kW           |

### Situation du 2/02/2010 au 29/09/2010

#### Diffusion analogique
- Fin des émissions de télévision en analogique le 2 février 2010 en Alsace.

#### Diffusion numérique
Les multiplex étaient organisés comme suit :
| Multiplex | Canal | Puissance (PAR) |
| --------- | ----- | --------------- |
| R1        | 48H   | 50 kW           |
| R2        | 47H   | 40 kW           |
| R3        | 43H   | 45 kW           |
| R4        | 22H   | 25 kW           |
| R5        | 56H   | 60 kW           |
| R6        | 51H   | 45 kW           |

Émetteurs en réseau iso-fréquence : Wissembourg (Émetteur de l'Eselsberg) + Strasbourg ville.

### Situation du 29/09/2010 au 22/10/2013
Les multiplex étaient organisés comme suit :
| Multiplex | LCN                | Chaînes                                                  | Canal | Puissance (PAR) |
| --------- | ------------------ | -------------------------------------------------------- | ----- | --------------- |
| R1        | 2 3 5 13 19 20     | France 2 France 3 Alsace France 5 LCP France Ô Alsace 20 | 48H   | 50 kW           |
| R2        | 8 14 15 16 17 18   | D8 France 4 BFM TV I-Télé D17 Gulli                      | 40H   | 20 kW           |
| R3        | 4 32 33 35         | Canal+ Canal+ Sport Canal+ Cinéma Planète+               | 43H   | 20 kW           |
| R4        | 6 9 11 31 57       | M6 W9 NT1 Paris Première Arte HD                         | 22H   | 21 kW           |
| R5        | 51 52 56           | TF1 HD France 2 HD M6 HD                                 | 56H   | 60 kW           |
| R6        | 1 7 10 12 36 38 39 | TF1 Arte TMC NRJ 12 TF6 LCI Eurosport                    | 25H   | 21 kW           |

### Situation du 22/10/2013 au 05/04/2016
Les multiplex R2 et R6 sont disponibles sur de nouvelles fréquences, les R7 et R8 réutilisent les anciennes fréquences des R2 et R6.
Les multiplex étaient organisés comme suit à partir du 22 octobre 2013 :
| Multiplex | LCN                | Chaînes                                                  | Canal | Puissance (PAR) |
| --------- | ------------------ | -------------------------------------------------------- | ----- | --------------- |
| R1        | 2 3 5 13 19 30     | France 2 France 3 Alsace France 5 LCP France Ô Alsace 20 | 48H   | 50 kW           |
| R2        | 8 14 15 16 17 18   | D8 France 4 BFM TV I-Télé D17 Gulli                      | 40H   | 20 kW           |
| R3        | 4 42 43 45         | Canal+ Canal+ Sport Canal+ Cinéma Planète+               | 43H   | 20 kW           |
| R4        | 6 9 11 41 57       | M6 W9 NT1 Paris Première Arte HD                         | 22H   | 21 kW           |
| R5        | 51 52 56           | TF1 HD France 2 HD M6 HD                                 | 56H   | 60 kW           |
| R6        | 1 7 10 12 46 48 49 | TF1 Arte TMC NRJ 12 TF6 LCI Eurosport                    | 25H   | 21 kW           |
| R7        | 20 21 25           | HD1 L'Équipe 21 Chérie 25                                | 51H   | ?? kW           |
| R8        | 22 23 24           | 6ter Numéro 23 RMC Découverte                            | 47H   | ?? kW           |

### Situation du 05/04/2016 au 06/06/2025
La plupart des chaînes de la TNT française sont passées sous la norme MPEG-4 (norme haute définition). Les multiplex R5 et R8 ainsi que les doublons en SD de TF1, France 2, M6 et Arte ont disparu. La chaîne LCI est passée en clair et la chaîne d'information publique France Info est arrivée le 1er septembre 2016.
Les multiplex sont organisés comme suit :
| Multiplex | LCN              | Chaînes                                                          | Canal | Puissance (PAR) | Diffuseur |
| --------- | ---------------- | ---------------------------------------------------------------- | ----- | --------------- | --------- |
| R1        | 2 3 14 27 30     | France 2 France 3 Alsace France 4 France Info BFM Alsace         | 48H   | 50 kW           | TDF       |
| R2        | 8 15 16 17 18    | C8 BFM TV CNews CStar Gulli                                      | 26H   | 20 kW           | TDF       |
| R3        | 4 26 41 42 43 45 | Canal+ LCI Paris Première Canal+ Sport Canal+ Cinéma(s) Planète+ | 47H   | 20 kW           | TDF       |
| R4        | 5 6 7 9 22       | France 5 M6 Arte W9 6ter                                         | 22H   | 10 kW           | TDF       |
| R6        | 1 10 11 12 13    | TF1 TMC TFX NRJ 12 LCP                                           | 25H   | 20 kW           | TDF       |
| R7        | 20 21 23 24 25   | TF1 Séries Films L'Équipe RMC Story RMC Découverte Chérie 25     | 43H   | 20 kW           | TDF       |

Le 19 juillet 2024, un multiplexe R9 est ajouté, pour la diffusion de France 2 UHD et France 3 UHD.

## Radio FM
L'émetteur de Nordheim concerne les radios FM suivantes :
| Station        | Puissance (PAR) | RDS (PS) |
| -------------- | --------------- | -------- |
| France Culture | 50 kW           | _CULTURE |
| France Musique | 50 kW           | MUSIQUE_ |
| France Inter   | 50 kW           | __INTER_ |
| Ici Alsace     | 50 kW           | ICIALSAC |
| France Info    | 30 kW           | __INFO__ |

En particulier, entre 1930 et aujourd'hui, l'émetteur de Nordheim procède à l'émission des radios ayant précédé France Bleu Alsace : 
- 1930-1940 : Radio Strasbourg PTT
- 1945-1949 : RDF Radio Strasbourg
- 1949-1964 : RTF Radio Strasbourg
- 1964-1966 : ORTF Radio Alsace
- 1966-1975 : ORTF Inter Alsace
- 1975-1982 : FR3 Radio Alsace
- 1983-2000 : Radio France Alsace
- Depuis 2000 : France Bleu Alsace

## Téléphonie mobileet autres transmissions[9]
| Opérateur        | 2G  | 3G  | 4G  | 5G  | FH  |
| ---------------- | --- | --- | --- | --- | --- |
| Orange           | Oui | Oui | Non | Non | Non |
| SFR              | Oui | Oui | Oui | Non | Oui |
| Bouygues Télécom | Oui | Oui | Oui | Non | Oui |
| Free             | Non | Oui | Oui | Oui | Oui |

- EDF : COM TER
- IFW (opérateur de WiMAX) : BLR de 3 GHz.
- TDF : faisceau hertzien